# 女の言い分
『女の言い分』（おんなのいいぶん）は、1994年10月13日から同年12月22日まで、TBS系列で放送されたテレビドラマである。放送時間は、毎週木曜21:00 - 21:54(JST)。翌年に舞台化され、1995年3月2日から3月26日まで名鉄ホールにて上演された。

## 出演
- 東愛：八千草薫
- 東太郎：石坂浩二
- 東夢：長山藍子
- 東力：内海光司（当時：光GENJI）
- 西郷静：小川範子
- 東次郎：角野卓造
- 竹中正行：榎木孝明
- 竹中玲子：浅田美代子
- 大野麻耶
- 中丸新将
- 芹澤名人
- 永島暎子
- 西郷蒔子：山岡久乃

## スタッフ
- 原作：橋田壽賀子
- 脚本：石井君子
- 演出：井下靖央、川俣公明
- プロデューサー：石井ふく子
- 音楽：丹羽応樹

## 主題曲
- 「薔薇色のメヌエット」ポール・モーリア

| TBS系 木曜21枠ドラマ | TBS系 木曜21枠ドラマ | TBS系 木曜21枠ドラマ |
| 前番組               | 番組名               | 次番組               |
| -------------------- | -------------------- | -------------------- |
| HOTEL（第3シリーズ） | 女の言い分           | おかみ三代女の戦い   |

| スタブアイコン | サブスタブ | この項目は、まだ閲覧者の調べものの参照としては役立たない、テレビ番組に関連した書きかけの項目です。この項目を加筆・訂正などしてくださる協力者を求めています（P:テレビ/PJ:放送または配信の番組）。 |